# República da Sibéria (1918)
A República Siberiana ou República da Sibéria (17 de julho de 1918 - 3 de novembro de 1918) foi um estado de vida curta não reconhecido que existiu no território da Rússia durante a Guerra Civil.

## Origem
O surgimento da República da Sibéria foi o resultado de muitos anos de luta dos regionalistas siberianos pela soberania da região. A ideologia da República da Sibéria era o regionalismo da Sibéria (partidários, que ocupavam a maioria dos cargos ministeriais no governo do novo estado)

## História da república
O poder executivo pertencia ao Governo Provisório da Sibéria, que estava localizado em Omsk,  poder legislativo pertencia à Duma Regional da Sibéria. A base das forças armadas era o Exército Siberiano, que consistia em várias dezenas de milhares de pessoas.
Em 4 de julho de 1918, em Omsk, o Governo Provisório da Sibéria, chefiado por Pyotr Vologodsky, adotou a "Declaração de Independência da Sibéria", cancelada em 3 de novembro de 1918.
Dentro da República Siberiana, houve uma luta entre a ala liberal (Governo Provisório da Sibéria) e a ala socialista do regionalismo (Duma Regional da Sibéria), que terminou no outono de 1918 com a dissolução da Duma Regional da Sibéria. As consequências do conflito foram a crise do Estado siberiano, o colapso do Gabinete de Ministros, o enfraquecimento do poder civil e o fortalecimento do poder militar, numa série de revoltas. O movimento liberal dos oblasts fez uma aliança com todas as forças políticas russas e sacrificou a ideia do separatismo siberiano para consolidar as forças brancas para um ataque a Moscou.
A República Siberiana foi autoliquidada após a formação do estado russo branco e o governo provisório de toda a Rússia em 23 de setembro de 1918, assumiu o controle da Sibéria de acordo com a declaração de 3 de novembro de 1918.

## Liderança

### Chefe de Estado
| Nome             | Escritório                                  | Início de autoridade | Fim da autoridade     |
| ---------------- | ------------------------------------------- | -------------------- | --------------------- |
| Pyotr Vologodsky | Presidente do Governo Provisório da Sibéria | 30 de junho de 1918  | 3 de novembro de 1918 |

### Chefes de governo
| Nome         | Escritório                          | Início de autoridade  | Fim da autoridade     |
| ------------ | ----------------------------------- | --------------------- | --------------------- |
| Pyotr Derber | Presidente do Conselho de Ministros | 29 de janeiro de 1918 | 21 de julho de 1918   |
| Ivan Lavrov  | Presidente do Conselho de Ministros | 21 de julho de 1918   | 22 de outubro de 1918 |

## Literatura
- Гинс, Г. К.  Сибирь, Союзники и Колчак. Пекин: Общество Возрождения России, 1921. — Том 1, Том 2.;  Москва: Айрис-Пресс, 2008. — ISBN 978-5-8112-3010-5.
- «Declaration of the Provisional Siberian Government on the state independence of Siberia» Декларация Временного Сибирского Правительства о государственной самостоятельности Сибири. Provisional Siberian Government. 4 de Julho de 1918
- Сушко, А. В. (Junho de 2009). Сибирский национализм и борьба за власть в крае (март 1917 — ноябрь 1918 г.) (PDF) Вестник Томского государственного университета ed. pp. 174−179. ISSN 1561-7793
- Сушко, А. В. (2010). Процессы суверенизации в Сибири (февраль 1917—1923 гг.) : Дисс. … д-ра ист. наук : 07.00.02. Омск: [s.n.] — § 4.1. Образование сибирской государственности и её ликвидация.
- Гордеев, О. Ф. (2003). Аграрная политика временных государственных образований в Сибири в годы гражданской войны (Конец 1917−1920 гг.) : Дисс. … д-ра ист. наук : 07.00.02. Красноярск: [s.n.] — РГБ ОД, 71:04-7/61.
- Никитин, А. Н. (2007). Государственность «белой» России: становление, эволюция, крушение (1918−1920 гг.): Автореферат дисс. … д-ра юрид. наук : 12.00.01. Москва: Московский университет МВД России Arquivado em 2014-08-08 no Wayback Machine
- Лончаков, Ю. Г. (1997). Аграрная политика временных государственных обрагований на территории Сибири (1918 −1919 гг.) Дисс…. канд. ист. наук. Новосибирск: [s.n.]
- Шиловский, М. В. (1994). Хроника областнического движения в Сибири (1852−1919) Материалы к хронике общественного движения в Сибири в 1895−1917 гг. ed. Томск. pp. 6−16. Сайт Томской областной универсальной научной библиотеки им. А. С. Пушкина (oblastnichestvo.lib.tomsk.ru)
- Комарицын, С. Комарицын Сергей. Сибирская весна // Сайт муниципальной газеты Красноярска «Городские Новости» (gornovosti.ru), 12.07.2013. — № 2801.